# Palazzo del Podestà (Pisa)
L'ex-Palazzo del Podestà di Pisa si trova tra via del Castelletto e via Ulisse Dini.

## Storia e descrizione
Il palazzo fu costruito inglobando edifici medievali, dei quali si riconoscono ancora i pilastri e le pietre degli archi sulle pareti esterni e su quelle attorno al cortile. All'esterno si trovano alcuni stemmi, uno del Comune di Pisa e uno della Pia Casa di Misericordia.
Nella corte interna è invece esposto un frammento di statua greca su un piedistallo, donata da Pietro Miniati nel 1994.